# Staatsgalerie Stuttgart
La Staatsgalerie Stuttgart è un museo d'arte di Stoccarda, in Germania. Si tratta di un complesso museale composto dalla Alte Staatsgalerie (lett. "vecchia galleria di Stato"), dedicato all'arte tedesca rinascimentale e quella italiana realizzata tra il quattordicesimo e il diciannovesimo secolo, e la Neue Staatsgalerie (lett. "nuova galleria di Stato"), ove sono conservate delle opere del ventesimo e ventunesimo secolo.

## Storia
Tra i più antichi musei tedeschi, la Alte Staatsgalerie venne realizzata in stile neoclassico da Gottlob Georg Barth e inaugurata nel 1843. Dopo aver subito ingenti danni nel corso della seconda guerra mondiale, venne ricostruita e riaperta nel 1958. La vicina Neue Staatsgalerie venne aperta al pubblico nel 1984 su progetto di James Stirling.